# Cnemaspis dringi
Cnemaspis dringi este o specie de șopârle din genul Cnemaspis, familia Gekkonidae, descrisă de Atulananda Das și Bauer 1998. Conform Catalogue of Life specia Cnemaspis dringi nu are subspecii cunoscute.